# This New Day
This New Day è il quinto album in studio del gruppo musicale britannico Embrace, pubblicato nel 2006.

## Tracce
1. No Use Crying – 3:42
2. Nature's Law – 4:07
3. Target – 4:28
4. Sainted – 4:18
5. I Can't Come Down – 4:13
6. Celebrate – 3:33
7. Exploding Machines – 5:17
8. Even Smaller Stones – 4:28
9. The End Is Near – 4:38
10. This New Day – 4:45